# Grosso mogul

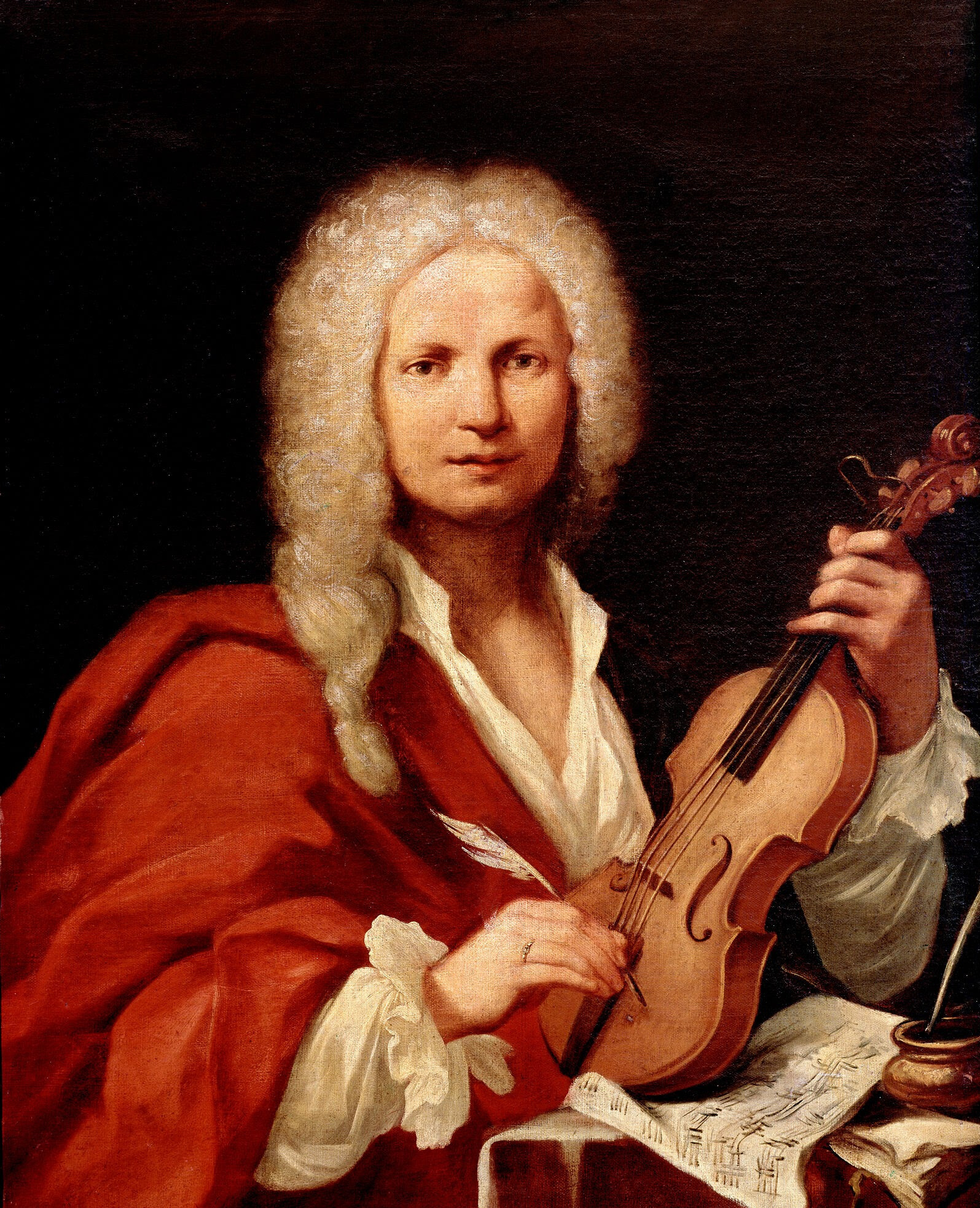
Antonio Vivaldi (1678-1741)

Koncert D-dur Wielki mogoł (Grosso mogul), RV 208 – koncert skomponowany przez Antonia Vivaldiego w drugiej dekadzie XVIII wieku. Energiczna i tryumfalna melodia nawiązuje do ówczesnych wyobrażeń świata zachodniego o potędze ówczesnych władców Indii, noszących tytuł Wielkiego Mogoła. W 1713 Johann Sebastian Bach dokonał transkrypcji tego dzieła na organy (BWV 594).